# کازویا اونوهارا
کازویا اونوهارا (ژاپنی: 小野原 和哉؛ زادهٔ ۱۹ آوریل ۱۹۹۶) یک بازیکن فوتبال اهل ژاپن است.
از باشگاه‌هایی که در آن بازی کرده‌است می‌توان به باشگاه فوتبال رینوفا یاماگوچی اشاره کرد.